# چرینداس
چرینداس (Charindas) رود کوچکی در مرز غربی هیرکانی بود که به دریای مازندران می‌ریخت. بطلمیوس و امیانوس مارسلینوس آن را رودخانه‌ای از ماد شمالی یا آتروپاتن می‌دانند.
سرزمین‌های شرقی این رود بخشی از هیرکانی و سرزمین‌های غربی این رود بخشی از ماد محسوب می‌شدند. این رودخانه مرز بین هیرکانی و ماد (آتروپاتن) محسوب می‌شد و با رودخانه بابلرود در شهر بابل مطابقت دارد. مانداگارسیس بندر کوچکی در سواحل دریای مازندران بود، بین رودهای چرینداس Charindas (بابلرود) و استارتو Strato (رود چالوس) قرار داشتطبق نظر مورخان و شواهد موجود به نظر می رسد، گالش ها و تات ها تنها بازمانده تپوریان هستند. آلبرت فوربیگر حدس زده است که ممکن است این بندر همان بندر مشهدسر یعنی بابلسر کنونی باشد. بطلمیوس(۹۰–۱۶۸ میلادی) در کتاب ۶، فصل ۲، بخش ۶ از جغرافیای خود که دربارهٔ سرزمین ماد هست، از منطقه ای به نام الیمایس (elymais) یاد کرده است که در شمال قومس قرار داشت و از آنجا تا سرچشمه رود چرینداس (charindas river)‌تات تپورها ساکن بودند. بطلمیوس می‌نویسد سرزمین قومس (choromithrena) تا پارت ادامه می‌یابد و در شمال آن الیمایس (elymais) هست، از آنجا تا سرچمشه‌های رودخانه چرینداس (charindas) مناطقی هستند که تپوری‌ها (tapuri) ساکن هستند. استرابون تپورها را به دو گروه تقسیم نموده است گروهی را سکنه هیرکانیا معرفی می‌کند و گروهی دیگر را به عنوان کوه نشین‌های ماد معرفی می‌کند که گروه اول در نواحی شرقی رود چرینداس یعنی سرزمین هیرکانی (مازندران شرقی) و گروه دوم در نواحی غربی رود چرینداس یعنی سرزمین ماد (مازندران غربی) سکونت داشتند.
احمد کسروی در کتاب کاروند از قول استرابون می‌نویسد: استرابون مورخ یونانی در کتاب جغرافیای خود که دو هزار سال پیش نوشته است، اقوام کوه نشین سرزمین ماد را بدینسان نام می‌برد: کردتیان، آماردان، تپوران، کادوسیان.